# Fanthyttan
Fanthyttan is een plaats in de gemeente Lindesberg in het landschap Västmanland en de provincie Örebro län in Zweden. De plaats heeft 129 inwoners (2005) en een oppervlakte van 80 hectare.